# Albi d'Oro - serie comica
La serie comica degli Albi d'Oro venne pubblicata con cadenza settimanale da gennaio 1953 a settembre 1956 per 195 numeri da Arnoldo Mondadori Editore, (in concomitanza con la serie della prateria), con materiale Disney (137 albi) e altri personaggi comici Warner Bros. (58 albi).

## Albi

### 1953
| N. | Data         | Titolo                                      | Serie                         |
| -- | ------------ | ------------------------------------------- | ----------------------------- |
| 1  | 4 gennaio    | Lassi trova un amico                        | Lassie                        |
| 2  | 11 gennaio   | Paperino e la macchina diabolica            | Paperino                      |
| 3  | 18 gennaio   | Lollo Rompicollo e i ladri di cavalli       | Lollo Rompicollo              |
| 4  | 25 gennaio   | Lassi e gli avventurieri della Giamaica     | Lassie                        |
| 5  | 1º febbraio  | Topolino e la mano ghiacciata               | Topolino                      |
| 6  | 8 febbraio   | Lollo Rompicollo e il cavallo blu           | Lollo Rompicollo              |
| 7  | 15 febbraio  | Caccia al tesoro                            | Lassie                        |
| 8  | 22 febbraio  | Paperino capostazione                       | Paperino                      |
| 9  | 1º marzo     | Zio Virgilio e la gran corsa                | Zio Virgilio                  |
| 10 | 8 marzo      | Gli ammutinati dell'isola                   | Lassie                        |
| 11 | 15 marzo     | Biancaneve e il mago Basilisco              | Biancaneve                    |
| 12 | 22 marzo     | Lo starnuto misterioso                      | Lollo Rompicollo              |
| 13 | 29 marzo     | Sperduti nell'Amazzonia                     | Lassie                        |
| 14 | 5 aprile     | Le meravigliose avventure di Peter Pan      | Peter Pan                     |
| 15 | 12 aprile    | La corsa lampo con Lollo Rompicollo         | Lollo Rompicollo              |
| 16 | 19 aprile    | Prigionieri                                 | Lassie                        |
| 17 | 26 aprile    | Paperino e le perle della città sottomarina | Paperino                      |
| 18 | 3 maggio     | Lollo Rompicollo al Polo Nord               | Lollo Rompicollo              |
| 19 | 10 maggio    | Il gran derby                               | Lassie                        |
| 20 | 17 maggio    | Paperino in Canadà                          | Paperino                      |
| 21 | 24 maggio    | Zio Virgilio e il vecchio meteorologo       | Zio Virgilio                  |
| 22 | 31 maggio    | Lassi va all'Università                     | Lassie                        |
| 23 | 7 giugno     | Paperino e l'orologio parlante              | Paperino                      |
| 24 | 14 giugno    | I ladri di chewing-gum                      |                               |
| 25 | 21 giugno    | Una vacanza movimentata                     | Lassie                        |
| 26 | 28 giugno    | Almanacco estivo                            | Almanacco Topolino (speciale) |
| 27 | 5 luglio     | Lo zio del Texas                            | Lollo Rompicollo              |
| 28 | 12 luglio    | Topolino e il cervello elettronico          | Topolino                      |
| 29 | 19 luglio    | Un intervento provvidenziale                | Lassie                        |
| 30 | 26 luglio    | Topolino e il fantasma liquido              | Topolino                      |
| 31 | 2 agosto     | Zio Virgilio e le galline ammutinate        | Zio Virgilio                  |
| 32 | 9 agosto     | Paperino e le uova di struzzo               | Paperino                      |
| 33 | 16 agosto    | L'articolo Z-13                             | Lollo Rompicollo              |
| 34 | 23 agosto    | Topolino e la nuvola verde                  | Topolino                      |
| 35 | 30 agosto    | Zio Virgilio e l'alligatore                 | Zio Virgilio                  |
| 36 | 6 settembre  | Topolino e il baleniere sordo               | Topolino                      |
| 37 | 13 settembre | Una tesi pericolosa                         | Lassie                        |
| 38 | 20 settembre | Paperino e la pesca subacquea               | Paperino                      |
| 39 | 27 settembre | Zio Virgilio bambinaia                      | Zio Virgilio                  |
| 40 | 4 ottobre    | Paperino re delle banane                    | Paperino                      |
| 41 | 11 ottobre   | Il campionato di palla ovale                | Lollo Rompicollo              |
| 42 | 18 ottobre   | Paperino e il suo fantasma                  | Paperino                      |
| 43 | 25 ottobre   | Zio Virgilio e la torta di zucca            | Zio Virgilio                  |
| 44 | 1º novembre  | Paperino e la ghiacciaia ermetica           | Paperino                      |
| 45 | 8 novembre   | Lollo Rompicollo nella terra di Pecos Bill  | Lollo Rompicollo              |
| 46 | 15 novembre  | Paperino interplanetario                    | Paperino                      |
| 47 | 22 novembre  | Il favoloso Andersen                        |                               |
| 48 | 29 novembre  | Topolino e il professor Orridus             | Topolino                      |
| 49 | 6 dicembre   | Lollo Rompicollo e la macchina del tempo    | Lollo Rompicollo              |
| 50 | 13 dicembre  | Almanacco Topolino 1954                     | Almanacco Topolino (speciale) |
| 51 | 20 dicembre  | Lollo Rompicollo nella legione straniera    | Lollo Rompicollo              |
| 52 | 27 dicembre  | P.P.P. ovverossia Paperino Polo P           | Paperino                      |

### 1954
| N. | Data           | Titolo                                             | Serie                         |
| -- | -------------- | -------------------------------------------------- | ----------------------------- |
| 1  | 3 gennaio      | Lollo Rompicollo e la locomotiva pazza             | Lollo Rompicollo              |
| 2  | 10 gennaio     | Paperino e l'arte moderna                          | Paperino                      |
| 3  | 17 gennaio     | Lollo Rompicollo alle olimpiadi leprine            | Lollo Rompicollo              |
| 4  | 24 gennaio     | Topolino contro la legge                           | Topolino                      |
| 5  | 31 gennaio     | Lassi e gli sposi pionieri                         | Lassie                        |
| 6  | 7 febbraio     | Paperino e l'uomo delle nevi                       | Paperino                      |
| 7  | 14 febbraio    | Paperino e l'oro del pirata                        | Paperino                      |
| 8  | 21 febbraio    | Paperino e l'Oca d'oro                             | Paperino                      |
| 9  | 28 febbraio    | Lollo Rompicollo e il re dei ghiacci               | Lollo Rompicollo              |
| 10 | 7 marzo        | Paperino agente delle tasse                        | Paperino                      |
| 11 | 14 marzo       | Lollo Rompicollo e l'elefante microscopico         | Lollo Rompicollo              |
| 12 | 21 marzo       | Topolino e il fantasma raffreddato                 | Topolino                      |
| 13 | 28 marzo       | Meo e Maramao e il carnevale                       | Meo e Maramao                 |
| 14 | 4 aprile       | Topolino e il pesce cannibale                      | Topolino                      |
| 15 | 11 aprile      | Lollo Rompicollo e il lupo di mare                 | Lollo Rompicollo              |
| 16 | 18 aprile      | Paperino e le uova pasquali                        | Paperino                      |
| 17 | 25 aprile      | Lollo Rompicollo e la strega a reazione            | Lollo Rompicollo              |
| 18 | 2 maggio       | Paperino e l'oro del treno                         | Paperino                      |
| 19 | 9 maggio       | Meo e Maramao e la fabbrica della pioggia          | Meo e Maramao                 |
| 20 | 16 maggio      | Paperino e il fantasma della grotta                | Paperino                      |
| 21 | 23 maggio      | Lollo Rompicollo e il rapanello-razzo              | Lollo Rompicollo              |
| 22 | 30 maggio      | Paperino e i tappoatlantici                        | Paperino                      |
| 23 | 6 giugno       | Lollo Rompicollo sul sentiero di guerra            | Lollo Rompicollo              |
| 24 | 13 giugno      | Paperino e il terrore del fiume                    | Paperino                      |
| 25 | 20 giugno      | Lollo Rompicollo e il bandito della città fantasma | Lollo Rompicollo              |
| 26 | 27 giugno      | Almanacco estivo di Topolino                       | Almanacco Topolino (speciale) |
| 27 | 4 luglio       | Meo e Maramao e il tacchino                        | Meo e Maramao                 |
| 28 | 11 luglio      | Paperino e il sogno profetico                      | Paperino                      |
| 29 | 18 luglio      | Lollo Rompicollo re delle carote                   | Lollo Rompicollo              |
| 30 | 25 luglio      | Zio Paperone e la dollar-allergia                  | Zio Paperone                  |
| 31 | 1º agosto      | Lollo Rompicollo fa da balia                       | Lollo Rompicollo              |
| 32 | 8 agosto       | Topolino e le meraviglie del domani                | Topolino                      |
| 33 | 15 agosto      | Lollo Rompicollo e il mostro marino                | Lollo Rompicollo              |
| 34 | 27 agosto      | Paperino cowboy                                    | Paperino                      |
| 35 | 29 settembre   | Meo e Maramao e il venerdì 13                      | Meo e Maramao                 |
| 36 | 5 settembre    | Topolino e la misteriosa sfera di cristallo        | Topolino                      |
| 37 | 12 settembre   | Lollo Rompicollo modello per artisti               | Lollo Rompicollo              |
| 38 | 19 settembre   | Paperino sul monte Orso                            | Paperino                      |
| 39 | 26 settembre   | Le miniere di re... Paperone                       | Zio Paperone                  |
| 40 | 3 ottobre      | Lollo Rompicollo e le ciclopiche carote            | Lollo Rompicollo              |
| 41 | 10 ottobre     | Topolino e il gorilla Cirillo                      | Topolino                      |
| 42 | 17 ottobre     | Paperone e la Squola del dollaro                   | Zio Paperone                  |
| 43 | 24 ottobre     | Lollo Rompicollo alla fiera agricola               | Lollo Rompicollo              |
| 44 | 31 ottobre     | Topolino e il regno rubato                         | Topolino                      |
| 45 | 7 novembre     | Biancaneve, la strega e lo scudiero                | Biancaneve                    |
| 46 | 14 novembre    | Meo e Maramao e i residuati bellici                | Meo e Maramao                 |
| 47 | 21 novembre    | Paperino e gli abissi d'oro                        | Paperino                      |
| 48 | 28 novembre    | Paperino e la mela stregata                        | Paperino                      |
| 49 | 5 dicembre     | Lollo Rompicollo e le vacanze di Babbo Natale      | Lollo Rompicollo              |
| 50 | 12 dicembre    | Topolino e il pippogallo                           | Topolino                      |
| 51 | 19 dicembre    | Almanacco Topolino 1955                            | Almanacco Topolino (speciale) |
| 52 | 26 dicembre    | Lollo Rompicollo e i debiti imprevisti             | Lollo Rompicollo              |
| 53 | 2 gennaio 1955 | Paperino e il capodanno tropicale                  | Paperino                      |

### 1954 - Supplementi Albi di Susanna
Nel 1954 furono pubblicati come supplemento 3 albi dedicati a Susanna che contengono racconti illustrati di Colette Rosselli
| Supplemento al N. | Data         | Titolo                      | Serie   |
| ----------------- | ------------ | --------------------------- | ------- |
| 29                | 16 luglio    | Il primo libro di Susanna   | Susanna |
| 33                | 13 agosto    | Il secondo libro di Susanna | Susanna |
| 37                | 10 settembre | Il terzo libro di Susanna   | Susanna |

### 1955
| N. | Data         | Titolo                                       | Serie                         |
| -- | ------------ | -------------------------------------------- | ----------------------------- |
| 1  | 9 gennaio    | Paperino e l'oro naufragato                  | Paperino                      |
| 2  | 16 gennaio   | Lollo Rompicollo agente elettorale           | Lollo Rompicollo              |
| 3  | 23 gennaio   | Pippo e l'amuleto                            | Topolino                      |
| 4  | 30 gennaio   | Zio Paperone nemico del tempo                | Zio Paperone                  |
| 5  | 6 febbraio   | Lollo Rompicollo e gli impulsi irresistibili | Lollo Rompicollo              |
| 6  | 13 febbraio  | Il carnevale di Paperin Paperone             | Paperino                      |
| 7  | 20 febbraio  | Paperino e il tesoro delle sette città       | Paperino                      |
| 8  | 27 febbraio  | Meo e Maramao e il colpo segreto             | Meo e Maramao                 |
| 9  | 6 marzo      | Topolino e i ladri ipnotici                  | Topolino                      |
| 10 | 13 marzo     | Paperino e l'ora dell'oro                    | Paperino                      |
| 11 | 20 marzo     | Lollo Rompicollo diventa zia                 | Lollo Rompicollo              |
| 12 | 27 marzo     | Topolino e la legione perduta                | Topolino                      |
| 13 | 3 aprile     | Topolino re per forza                        | Topolino                      |
| 14 | 10 aprile    | Il diario di Paperina                        | Paperino                      |
| 15 | 17 aprile    | Paperino e l'operazione jota                 | Paperino                      |
| 16 | 24 aprile    | Paperino e il tesoro del faraone             | Paperino                      |
| 17 | 1º maggio    | Topolino nella Valle della Felicità          | Topolino                      |
| 18 | 8 maggio     | Topolino e il laccio magico                  | Topolino                      |
| 19 | 15 maggio    | Paperino e l'atomica                         | Paperino                      |
| 20 | 22 maggio    | Paperino e l'isola del cavolo                | Paperino                      |
| 21 | 29 maggio    | Topolino e il mostro dei 7 colori            | Topolino                      |
| 22 | 5 giugno     | Topolino e il mistero dei missili            | Topolino                      |
| 23 | 12 giugno    | Paperino e la fonte miracolosa               | Paperino                      |
| 24 | 19 giugno    | Paperino e le cucuzze di Saltacucuzze        | Paperino                      |
| 25 | 26 giugno    | Almanacco estivo                             | Almanacco Topolino (speciale) |
| 26 | 3 luglio     | Topolino e Lea leonessa buffa                | Topolino                      |
| 27 | 10 luglio    | Topolino e lo zio in ozio                    | Topolino                      |
| 28 | 17 luglio    | Paperino e l'eco dei dollari                 | Paperino                      |
| 29 | 24 luglio    | Paperino e la bella del ballo                | Paperino                      |
| 30 | 31 luglio    | Paperino e l'isola dell'arcobaleno           | Paperino                      |
| 31 | 7 agosto     | L'inferno di Topolino                        | Topolino                      |
| 32 | 14 agosto    | Paperino e il ferragosto maiuscolo           | Paperino                      |
| 33 | 21 agosto    | Topolino e la ferrovia Toccaferro            | Topolino                      |
| 34 | 28 agosto    | Paperino e l'uomo del West                   | Paperino                      |
| 35 | 4 settembre  | Topolino e le banane astrali                 | Topolino                      |
| 36 | 11 settembre | La valle dei castori                         |                               |
| 37 | 18 settembre | Paperino e il cangaceiro                     | Paperino                      |
| 38 | 25 settembre | Topolino presenta il drago pacifico          | Topolino                      |
| 39 | 2 ottobre    | Topolino e la setta di settembre             | Topolino                      |
| 40 | 9 ottobre    | Paperino e lo scimmione d'oro                | Paperino                      |
| 41 | 16 ottobre   | Topolino e il telepippo                      | Topolino                      |
| 42 | 23 ottobre   | Zio Paperone e la pietra filosofale          | Zio Paperone                  |
| 43 | 30 ottobre   | Paperino re dei grattacieli                  | Paperino                      |
| 44 | 6 novembre   | Paperino e il castello stregato              | Paperino                      |
| 45 | 13 novembre  | Paperino e l'uomo del diluvio                | Paperino                      |
| 46 | 20 novembre  | Topolino e la città perduta                  | Topolino                      |
| 47 | 27 novembre  | Paperino e il becco del tesoro               | Paperino                      |
| 48 | 4 dicembre   | Paperino e i diamanti svaniti                | Paperino                      |
| 49 | 11 dicembre  | Paperino e i bottoni radioattivi             | Paperino                      |
| 50 | 18 dicembre  | Almanacco Topolino 1956                      | Almanacco Topolino (speciale) |
| 51 | 25 dicembre  | Topolino e il tempio dalle 4 porte           | Topolino                      |
| 52 | 31 dicembre  | Biancaneve e l'incantesimo di Capodanno      | Biancaneve                    |

### 1956
| N. | Data         | Titolo                                         | Serie                         |
| -- | ------------ | ---------------------------------------------- | ----------------------------- |
| 1  | 8 gennaio    | Paperino e la città calda                      | Paperino                      |
| 2  | 15 gennaio   | Zio Paperone e la "Regina del cotone"          | Zio Paperone                  |
| 3  | 22 gennaio   | Lilli e gli zingari                            |                               |
| 4  | 29 gennaio   | Topolino e il ranch del tempo andato           | Topolino                      |
| 5  | 5 febbraio   | Paperino e l'orologio della fortuna            | Paperino                      |
| 6  | 12 febbraio  | Topolino e l'oro del faro                      | Topolino                      |
| 7  | 19 febbraio  | Paperino e la calamita delle calamità          | Paperino                      |
| 8  | 26 febbraio  | Paperino e il tesoro sepolto                   | Paperino                      |
| 9  | 4 marzo      | Paperino e il pappagallo profetico             | Paperino                      |
| 10 | 11 marzo     | Pippo e i ragli di cavallo                     | Topolino                      |
| 11 | 18 marzo     | Paperino e l'allergia dello Zio Paperone       | Paperino                      |
| 12 | 25 marzo     | Topolino e l'inafferrabile                     | Topolino                      |
| 13 | 1º aprile    | Paperino e l'aspirapolvere fatato              | Paperino                      |
| 14 | 8 aprile     | Paperino e la seconda infanzia di Paperone     | Paperino                      |
| 15 | 15 aprile    | Topolino e la valigia magica                   | Topolino                      |
| 16 | 22 aprile    | Paperino e l'anno bisestile                    | Paperino                      |
| 17 | 29 aprile    | Paperino e la tigre che piange                 | Paperino                      |
| 18 | 6 maggio     | Topolino e l'aria leggera                      | Topolino                      |
| 19 | 13 maggio    | Il Lupo Mannaro e l'orgoglio della contea      |                               |
| 20 | 20 maggio    | Paperino e il generale Lee                     | Paperino                      |
| 21 | 27 maggio    | Paperino e le macchie sospette                 | Paperino                      |
| 22 | 3 giugno     | Topolino e il mistero di carnevale             | Topolino                      |
| 23 | 10 giugno    | Lollo Rompicollo e la testa d'alce             | Lollo Rompicollo              |
| 24 | 17 giugno    | Topolino e il pescatore solitario              | Topolino                      |
| 25 | 24 giugno    | Paperino e la grande ammiraglia                | Paperino                      |
| 26 | 1º luglio    | Paperino e Robert il robot                     | Paperino                      |
| 27 | 8 luglio     | Lollo Rompicollo e l'eredità di Slavonia       | Lollo Rompicollo              |
| 28 | 15 luglio    | Almanacco estivo di Topolino                   | Almanacco Topolino (speciale) |
| 29 | 22 luglio    | Paperino e i terremotari                       | Paperino                      |
| 30 | 29 luglio    | Topolino e il terribile Occhio Bendato         | Topolino                      |
| 31 | 5 agosto     | Paperino e la pomata del pirata                | Paperino                      |
| 32 | 12 agosto    | Lollo Rompicollo e il genietto della bottiglia | Lollo Rompicollo              |
| 33 | 19 agosto    | Paperino e le uova ribelli                     | Paperino                      |
| 34 | 26 agosto    | Topolino e la luna macchiata                   | Topolino                      |
| 35 | 2 settembre  | Paperino e il mistero della ciurma scomparsa   | Paperino                      |
| 36 | 9 settembre  | Paperino e la corsa del baleno                 | Paperino                      |
| 37 | 16 settembre | Topolino e il secondo mistero della ferrovia   | Topolino                      |
| 38 | 23 settembre | Lollo Rompicollo e l'elisir di lungo volo      | Lollo Rompicollo              |